# 上海時裝周
上海時裝周是在中華人民共和國上海市舉辦的時裝品牌發佈會和時尚產業論壇活動，每年舉辦兩次，分別於3月下旬至4月上旬（展示當年秋冬季設計服裝）以及10月下旬（展示來年春夏季設計服裝）舉辦，每次活動為期1周左右。首屆上海時裝周於2003年舉辦。

## 外部連結
- 官方网站